# Glattbach
Glattbach là một xã của huyện Aschaffenburg, thuộc vùng (Regierungsbezirk) Unterfranken, bang Bayern, Đức.

## Thành phố kết nghĩa
- Bretteville-sur-Odon, Calvados, Pháp
- Lindenfels Odenwald
- Dermbach Thuringia